# 鳥龍鳥屬
鳥龍鳥屬（意為「鳥蜥蜴」）是白堊紀晚期北美洲的一屬反鳥亞綱鳥類。兩者都只有一條跗蹠骨化石。
鳥龍鳥是來自西部內陸海道西岸的沼澤、湖泊及河谷，與及來自介乎最終形成洛磯山脈的科迪勒拉逆衝帶（Cordilleran Thrust Belt）之間的地區。
鳥龍鳥屬於反鳥亞綱下的鳥龍鳥科，南美洲的姊妹鳥龍鳥及內烏肯鳥也是分類在此科下。於白堊紀時期的美洲仍是被特提斯洋所分隔。

## 物種
鳥龍鳥其下有兩個物種：
- A. archibaldi：模式種，是在美國蒙大拿州屬於白堊紀晚期的地獄溪層發現，故是最後出現的反鳥亞綱之一。其化石只有一條跗蹠骨（編號UCMP 117600），最初被認為是獸腳亞目的左跗蹠骨，但後來確認為反鳥亞綱的右跗蹠骨。[5]此跗蹠骨長7.39厘米，是反鳥亞綱最大的跗蹠骨之一。[2]
- A. darwini，是在美國蒙大拿州屬於白堊紀晚期的地獄溪層發現，種名紀念查爾斯·達爾文。
- A. gloriae：是在美國蒙大拿州雙屋層（Two Medicine Formation）發現。同樣只有一條右跗蹠骨化石，編號為MOR 553E/6.19.91.64，長3.09厘米。被Atterholt等人重新命名為蓋帝鳥屬（Gettyia） [2]

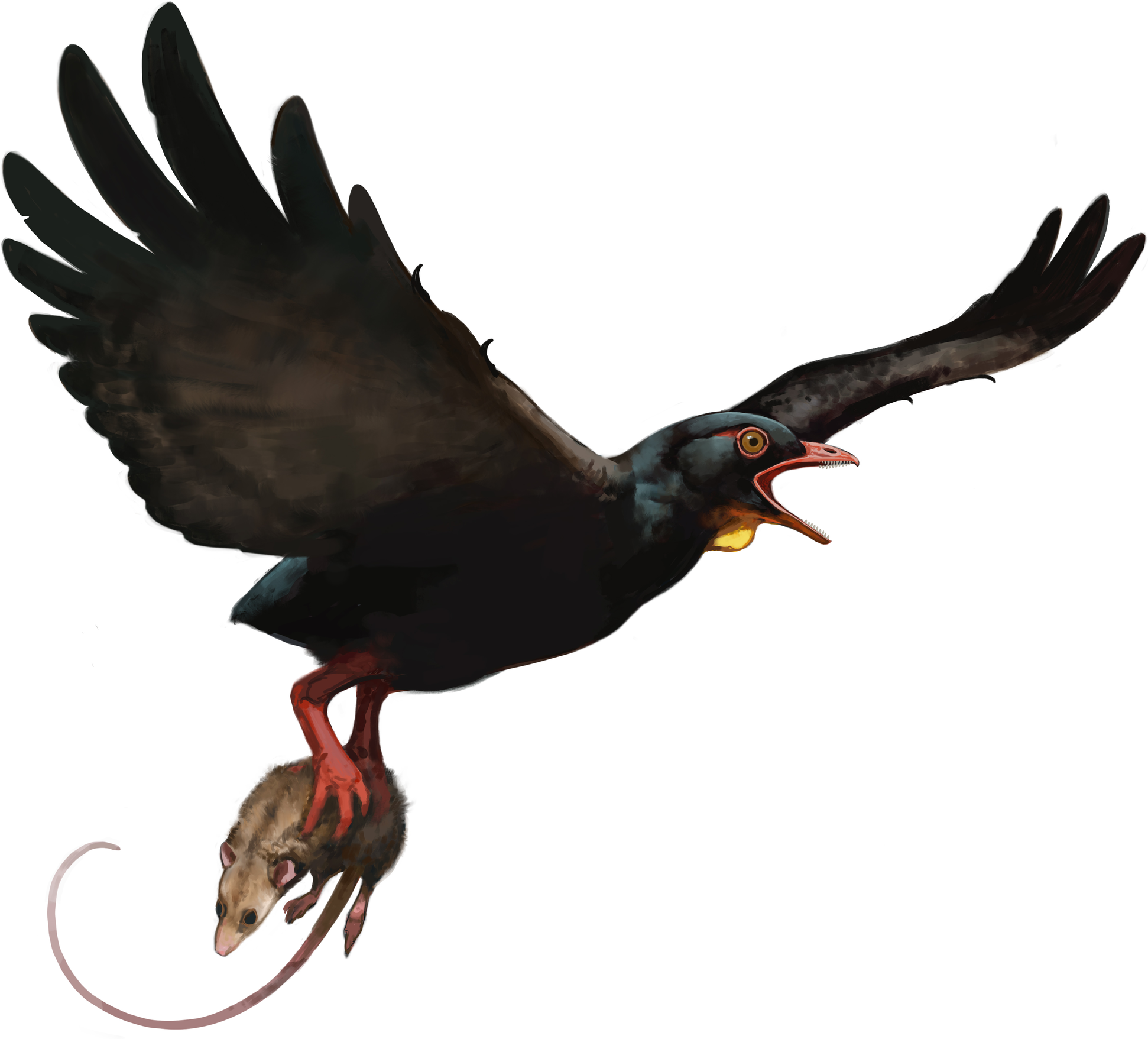
達爾文鳥龍鳥（A. darwini ）復原圖